# Kolur

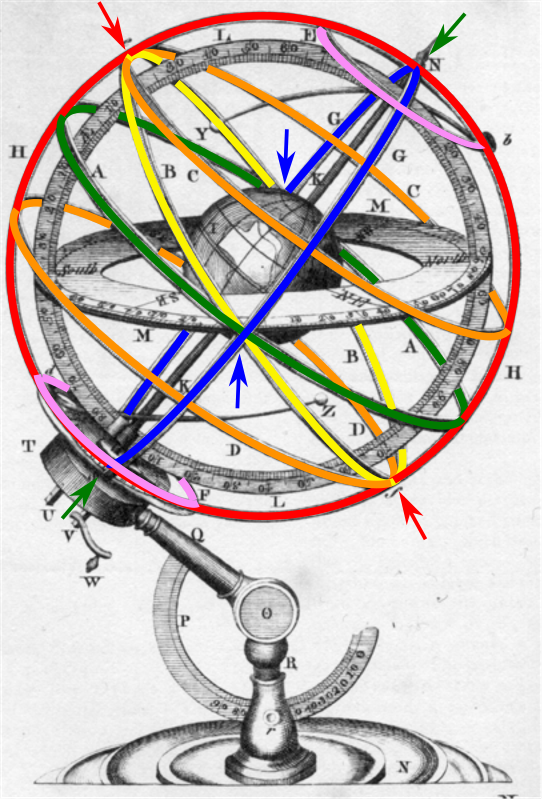
Armillarsfär med:
Himmelspolerna: Gröna pilar
Himmelsekvatorn: Grön cirkel (ellips)
Ekliptikan: Gul cirkel
Vändkretsarna: Orange cirklar
Solståndspunkterna: Röda pilar
Solståndskoluren: Röd cirkel
Dagjämningspunkterna: Blå pilar
Dagjämningskoluren: Blå cirkel
Polcirklarna: Skära cirklar

Kolur är inom astronomi en storcirkel på himmelssfären som går genom båda himmelspolerna och dessutom antingen genom de båda dagjämningspunkterna eller genom de båda solståndspunkterna. I det första fallet kallas storcirkeln dagjämningskolur (även "ekvinoktialkolur") och i det senare solståndskolur (även "solstitialkolur").
De båda kolurerna bildar båda rät vinkel mot himmelsekvatorn (eftersom de går genom himmelspolerna och således är meridianer) och mot varandra (där de skär varandra i himmelspolerna, eftersom sammanbindningslinjen mellan dagjämningspunkterna bildar rät vinkel mot sammanbindningslinjen mellan solståndspunkterna i himmelssfärens origo).